# DBSCAN
DBSCAN يعد من الخوارزميات لتقسيم البيانات وقد تم اقتراحه سنة 1996.
هو من الخوارزميات المعتمدة على كثافة البيانات الموجودة في الكتل أو المجموعات لتكوين مجموعات متقاربة من المعلومات.